# Uargla
Uargla (ورقلة warqlah en árabe, Ouargla en francés) es una ciudad del sur argelino y es la capital de la provincia de su mismo nombre. 
La ciudad es la sede de la Universidad de Uargla.